# UNICOS
UNICOSは、クレイのスーパーコンピュータ向けに開発されたUnix系のオペレーティングシステム (OS) の名称である。

## 概要
UNICOSは COS (Cray Operating System) の後継である。ネットワーククラスタリング機能があり、他のUNIXとのソースコード互換層がある。1985年、Cray-2 向けに最初に登場し、その後ほかの機種にも移植されていった。最初のバージョンはSVR2ベースで、そこにBSDの機能をいくつも導入している（ネットワーク、ファイルシステムなど）。
当初はCX-OSという名称であった。これは、1984年にCray X-MP上でプロトタイプとして開発されたものである。スーパーコンピュータでのUNIXの有効性を検証する目的で開発され、後にCray-2に移植され製品化された。
OSの切り替えは、クレイ・リサーチ社内ではソフトウェアの大きな変革であり、例えば最重要製品であるFORTRANコンパイラは高級言語 (Pascal) で書き直され、最新の最適化やベクトル化が行えるようになった。
既存のCOSを使っている顧客が容易にUNICOSに移行できるよう、COSにゲストOS機能が導入された。ゲストOSとしてサポートされたのはUNICOSだけである。COSのバッチジョブ経由でUNICOSを起動し、COSのサブシステムとして動作させ、CPUやメモリや周辺機器がUNICOSに割り当てられる形式であった。UNICOS自体はCOS上で動作するものもスタンドアロンで動作するものも同じであり、単にカーネルが一部のハードウェアへのアクセスをCOS経由のフックを通して行っていた。
UNICOSの最初期のバージョンを使っていたサイトとしてベル研究所がある。デニス・リッチーは Version 8 Unixの一部（STREAMSなど）をUNICOSに移植している。また、UNICOS にもゲストOS機能があったため、UNICOS上でUNICOSをゲストOSとして起動する実験なども行っている。

## バリエーション
クレイがUNICOSの名を冠してリリースしたOSには以下のようなバリエーションがある。
UNICOS
オリジナルのクレイ版UNIX（System Vベース）。Cray-1、Cray-2、Cray X-MP、Cray Y-MP、Cray C90などで使われた。
UNICOS MAX
Machベースのマイクロカーネルであり、Cray T3DのPE (processing element) で使われた。全体の制御はY-MPまたはC90上のUNICOSが行う。
UNICOS/mk
Chorusマイクロカーネルを使ってUNICOSをサーバ化した分散OS。Cray T3Eで使用された。UNICOSのオリジナルのソースを使ったOSはこれが最後であり、以下の製品は単にUNICOSという名前を継承しているだけである。
UNICOS/mp
IRIX 6.5 ベース。Cray X1で使用。
UNICOS/lc
Cray XT3、Cray XT4、Cray XT5で使用。UNICOS/lc 1.xはCatamountマイクロカーネル（ASCI Redで使われたCougarベース）をPE上で動作させ、SUSE LinuxをSE (Service element) で動作させている。最新のUNICOS/lc 2.0ではCatamountの代わりにカスタマイズしたLinuxカーネル (Compute Node Linux) を使っている。